# 吴胜华
吴胜华（1966年10月—），男，布依族，贵州都匀人，中国共产党和中华人民共和国政治人物。曾任第十三届全国人民代表大会贵州省代表，现任中国共产党第二十届中央候补委员。

## 生平
毕业于贵州农学院农学系农学专业，1988年参加工作，1994年加入中国共产党。
曾任罗甸县县委副书记、常务副县长，贵定县县长、县委书记等职务。2007年升任黔南布依族苗族自治州副州长，后任州委常委、副书记，兼任政法委书记，2017年2月升任州长。
2017年10月，在中国共产党第十九次全国代表大会上当选为中国共产党第十九届中央委员会候补委员，成为十九届中央候补委员中仅有的两位自治州州长之一（另一位是西双版纳州州长罗红江）。
2018年2月，当选为贵州省第十三届全国人民代表大会代表。
2020年10月，升任贵州省人民政府副省长、党组成员。2022年4月，任中共贵州省委常委。同年5月，兼任中共毕节市委书记。
2025年7月24日，因涉嫌严重违纪违法，目前正接受中央纪委国家监委纪律审查和监察调查。